# 세포예정사
세포 예정사(Programmed cell death, PCD)는 세포자살이나 오토파지 등 세포 내의 여러 사건들의 결과로 인한 세포의 사망이다. PCD는 생물학적 프로세스로 이루어지며 보통 생물의 생활환 기간 중 이익을 가져다준다. 예를 들어 인간 배아의 발달에서 손발가락이 구별되는 일이 발생하는 이유는 손발가락 사이의 세포가 세포자살을 하기 때문이다. 그 결과 가락이 구별되는 것이다. PCD는 식물과 동물 조직 발달 기간 중에 중요한 기능을 한다.
세포자살과 오토파지 모두 세포 예정사의 형태이다. 괴사는 외상이나 감염 등 외부 요인에 의해 발생되는 세포의 사망이며 여러 형태로 발생한다.

## 유형
- 세포자살 (제1형 세포사)
- 오토파지 (제2형 세포사)

## 같이 보기
- 세포 손상
- 미토콘드리아 투과성 변이공
- 페로토시스
- 세포자살
- 자기소화
- 오토파지
- 캐스페이스
- 케라틴
- 사이토크롬 c
- 세포독성
- 괴사